# 锡河 (德龙河支流)
锡河（法語：Sye，法語發音：[si]）是法国奥弗涅-罗讷-阿尔卑斯大区德龙省的河流，是德龙河的右支流，长12.5千米。